# Pfarrkirche Pettneu

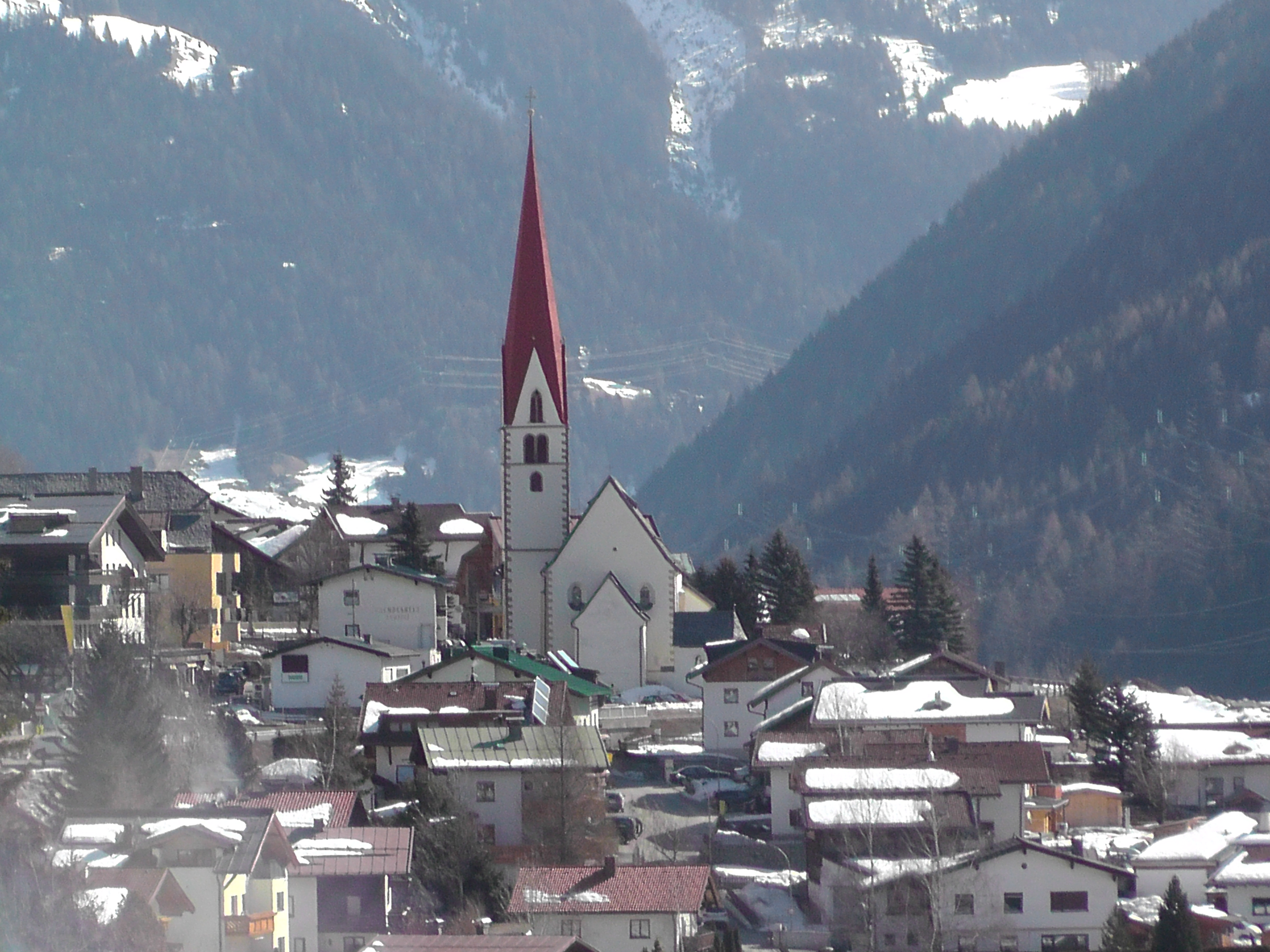
Mariä-Himmelfahrt-Kirche (2013)

Die Pfarrkirche Mariä Himmelfahrt ist eine römisch-katholische Kirche im Ortsteil Dorf in der Gemeinde Pettneu am Arlberg.
Der spätgotische Kirchenbau mit einem mächtigen Nordturm ist von einem Friedhof umgeben. 1385 urkundlich genannt ist der bestehende Kern aus der 2. Hälfte des 15. Jahrhunderts, welcher von 1716 bis 1717 umgebaut wurde und 1721 geweiht wurde. Außen hat das Langhaus Dreieckstreben, der eingezogene Chor einen abgeschrägten Sockel, ein Kaffgesimse und Ecklisenen mit Maßwerkgiebeln. Der Turm an der Chornordseite hat Mauerwerk aus dem 13. Jahrhundert und eine gemalte Eckquaderung und ein durch ein Gesimse abgesetztes Glockengeschoß und einen Giebelspitzhelm, die Fenster und Schallfenster sind spitzbogig und rundbogig, teils gekoppelt und teils mit Maßwerk. Ein Christophorusgemälde an der Turmnordwand malte 1933 der Maler Anton Spieß. Das Westportal hat eine seichte dreifache Kehlung und Rundstäbe, das spitzbogige Nordportal ist vermauert. Im Westen ist eine barocke tonnengewölbte Vorhalle mit Satteldach und seitlich rundbogigen Zugängen. 1964 wurde im Süden eine Sakristei angebaut.
Das barocke vierjochige Langhaus mit einer Stichkappentonne hat Wandpfeiler mit Pilastervorlagen und Gebälkstücken und eine zweigeschoßige Westempore. Hinter einem flachbogigen Triumphbogen ist der einjochige quadratische Chor mit einem 3/8-Schluss, Pilastern und Spitzbogenfenstern, das Kreuzgewölbe ist barock verkleidet. Im Langhaus ist ein sparsamer Gewölbestuck mit Profilleisten und Bildmedaillenrahmung und Volutenband über dem Triumphbogen, weiters eine Rokokokartusche mit Uhr. Die barocken Gewölbefresken Marienkrönung, Heimsuchung, Abendmahl, der 12jährige Jesus im Tempel, die vier Evangelisten, die Heiligen Petrus, Maria Magdalena, malte 1759 der Maler Anton Kirchebner.
Der Hochaltar und der rechte Seitenaltar aus dem 3. Viertel des 18. Jahrhunderts stammen aus der Pfarrkirche in Bad Häring. Die Altarblätter Mariä Himmelfahrt und Taufe Christi um 1760 werden Johann Georg Witwer zugeschrieben. Ein Leinwandbild Christus am Kreuz malte 1820 der Maler Alois Grissemann. Es gibt einen barocken Taufstein mit einer Schnitzgruppe Taufe Christi aus der 1. Hälfte des 18. Jahrhunderts, eine Kanzel aus dem 3. Viertel des 18. Jahrhunderts und Stationsreliefs aus der 2. Hälfte des 18. Jahrhunderts.
Zwei Glocken goss 1611 Heinrich Reinhart. Die Orgel bauten 1902 die Gebrüder Mayer.
Beim Eingang zum Friedhof gibt es Reste eines gotischen profilierten Gewändes. Es gibt eine schlichte einjochige Friedhofskapelle mit dreiseitigen Schluss.